# Igors Stepanovs
Igors Nauris Stepanovs (Ogre, 21 de janeiro de 1976) é um ex-futebolista e treinador de futebol letão que atuava como defensor.

## Carreira
Em sua carreira, Stepanovs destacou-se com a camisa do Skonto Riga, onde estreou em 1992, com apenas 16 anos de idade. Após uma curta passagem pelo Interskonto em 1994, voltou ao Skonto no ano seguinte, disputando no total 138 jogos (nove entre 1992 e 1993 e 129 entre 1995 e 2000).
Seu desempenho pelos "vermelhos" chamaram a atenção de clubes maiores, como Inter de Milão, Barcelona e Chelsea, mas foi o Arsenal quem levou a melhor na disputa pelo defensor, contratado por 1,35 milhão de libras - Arsène Wenger solicitara a contratação de Stepanovs para suprir a ausência do capitão dos Gunners, Tony Adams, que se encontrava lesionado. Porém, o desempenho do letão no Arsenal foi claudicante: apenas 16 jogos e nenhum gol marcado, sendo inclusive cedido por empréstimo ao K.S.K. Beveren da Bélgica, onde fez 21 jogos. 
Fora dos planos do Arsenal para a temporada 2004-05, Stepanovs assinou com o Grasshopper de Zurique (Suíça), onde atuou em 50 partidas. Voltou a seu país natal em 2006 para defender o FK Jūrmala, atuando apenas nove vezes. Passou ainda por Esbjerg fB (17 jogos, um gol) Shinnik Yaroslavl (dois jogos), RFS Olimps (sete partidas) e novamente FK Jūrmala (25 partidas, um gol marcado), onde Stepanovs encerraria sua carreira em 2011.

### Seleção

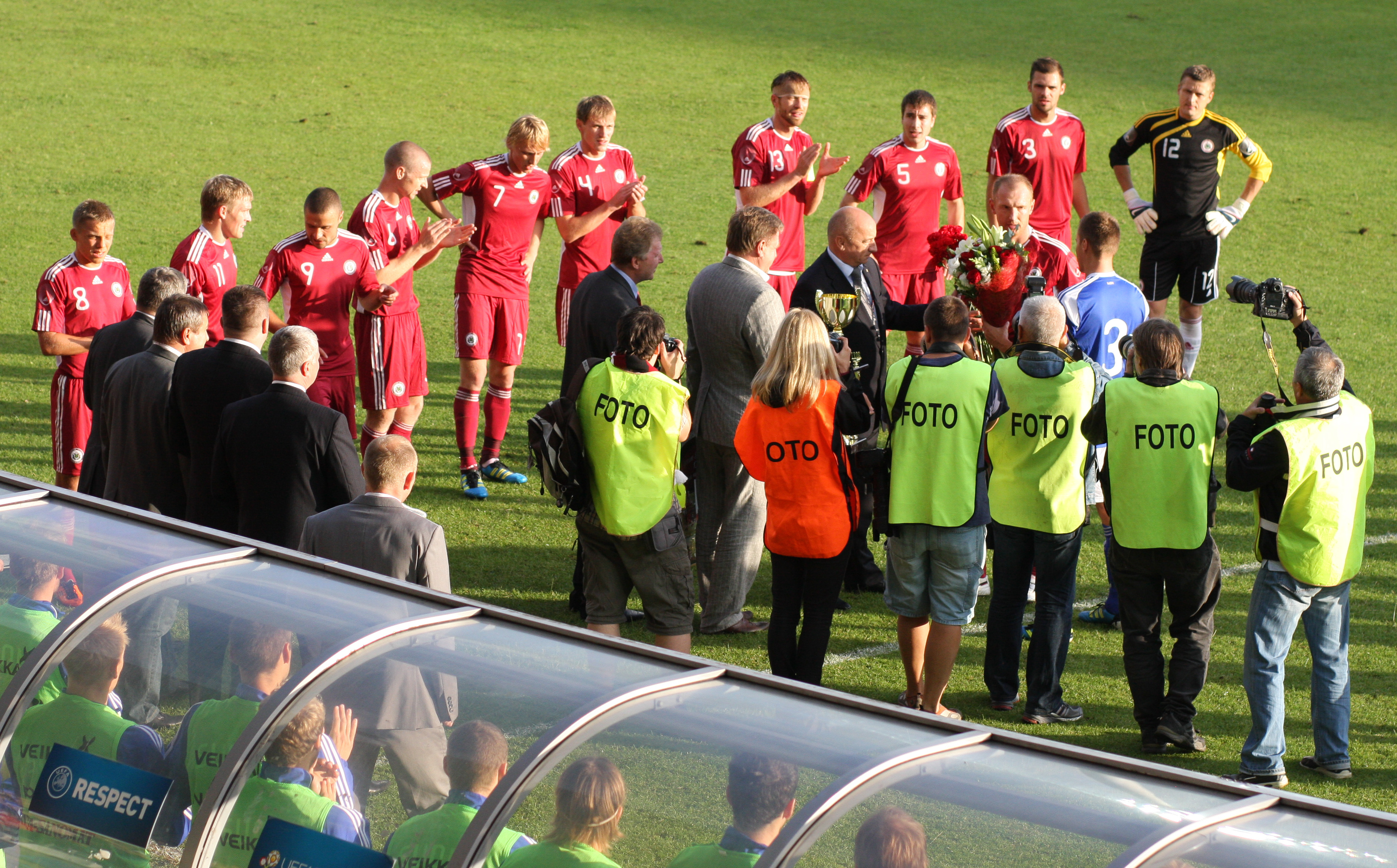
Stepanovs é homenageado pelos companheiros em seu centésimo e último jogo pela seleção letã, em 2011.

Com a camisa da Seleção Letã, Stepanovs fez sua estreia em 1992. Até 2011, foram cem jogos e quatro gols marcados.
Presente na Eurocopa de 2004, primeiro torneio disputado por uma ex-república soviética (excluindo a Rússia), atuou nas três partidas da seleção, que teve como ponto alto o empate com a tradicional Alemanha, que assim como a Letônia, acabaria eliminada já na primeira fase.
A despedida de Igors do selecionado veio em 2011, mesmo ano de sua aposentadoria como jogador. 

## Carreira como técnico
Durante sua segunda e última passagem pelo FK Jūrmala, Stepanovs acumulou as funções de jogador e auxiliar-técnico de Vladimirs Babičevs. Foi nomeado novo treinador da seleção letã Sub-17 em março de 2012.